# Hiéroglyphe égyptien A14
Le hiéroglyphe  égyptien A14 (homme à terre tête saignante) est classifié dans la section A « L'Homme et ses occupations » de la liste de Gardiner ; il y est noté A14.

## Représentation
Il représente un homme mort ou agonisant allongé sur le sol, généralement en position fœtale et du sang s'échappant de sa tête, vue du dessus. Il est translittéré mwt ou mt.

## Utilisation
| m | t · A14 |

| m | t · A14 |

C'est aussi un déterminatif du champ lexical de l'ennemi de l'étranger et de la mort.
| A14A |

| A14A |

l'homme accroupi, le filet de sang réinterprété avec le temps comme une hache.

## Exemples de mots
| m | t · A14 |

| m | t · A14 |

| Aa1 | b | i | i | t | A14 · Z2 |

| Aa1 | b | i | i | t | A14 · Z2 |

| r · t · t | A14 |

| r · t · t | A14 |